# 堀の内町 (さいたま市)
堀の内町（ほりのうちちょう）は、埼玉県さいたま市大宮区の町名。現行行政地名は堀の内町一丁目から堀の内町三丁目。住居表示未実施地区。郵便番号は330-0804。

## 地理
埼玉県さいたま市大宮区の北東部に位置する。地区の東半分は市街化調整区域で、かつての見沼の沖積平野であり、干拓後は見沼田んぼの一部を形成していた。西半分は大宮台地でその縁を見沼代用水西縁が流れる。現在は大宮第三公園や埼玉朝鮮初中級学校の敷地となっている。かつては1丁目の堀の内橋付近に大宮屠場が操業していたが移転し、跡地にはグランドシティが建っている。

### 地価
住宅地の地価は、2019年（平成31年）1月1日に公表された公示地価によれば、堀の内町三丁目136番2の地点で253,000円/m2となっている。

## 歴史
- 1947年（昭和22年）4月1日 - 地内に当たる場所に大宮市立第一中学校（現、さいたま市立大宮東中学校）が創設される。
- 1953年（昭和28年）4月6日 - 地内に当たる場所に大宮市立東小学校（現、さいたま市立大宮東小学校）の落成式および開校式が挙行される[6]。
- 1954年（昭和29年）4月1日 - 地内に当たる場所に東公民館（現、大宮東公民館）が開設される[7]。
- 1955年（昭和30年）10月5日 - 区画整理事業の実施により大字高鼻、大宮、土呂の各一部から堀の内町一丁目〜三丁目が成立[8][9]。
- 1959年（昭和34年）2月3日 - 地内に大宮開成高等学校（現、大宮開成中学・高等学校）が設立される[10]。
- 1961年（昭和36年） - 地内に埼玉朝鮮初級学校（現、埼玉朝鮮初中級学校）が設立される。
- 1980年（昭和55年） - 地内に治水施設を兼ね備えた「大宮第二公園」が拡張開園する。
- 2001年（平成13年）
  - 1月20日 - 地内に災害時の緊急避難施設でもある「大宮第三公園」が拡張開園する[11]。
  - 5月1日 - 浦和市、大宮市、与野市の合併によりさいたま市となり、同市の町名となる。
- 2003年（平成15年）4月1日 - 政令指定都市に移行し、さいたま市大宮区の町名となる。

## 世帯数と人口
2017年（平成29年）9月1日現在の世帯数と人口は以下の通りである。
| 丁目           | 世帯数    | 人口    |
| -------------- | --------- | ------- |
| 堀の内町一丁目 | 2,224世帯 | 4,607人 |
| 堀の内町二丁目 | 786世帯   | 1,696人 |
| 堀の内町三丁目 | 1,017世帯 | 2,175人 |
| 計             | 4,027世帯 | 8,478人 |

## 小・中学校の学区
市立小・中学校に通う場合、学区（校区）は以下の通りとなる。
| 丁目           | 番地 | 小学校                   | 中学校                   |
| -------------- | --- | ------------------------ | ------------------------ |
| 堀の内町一丁目 | 552番地2〜553番地、555番地、558〜560番地 574番地1、575番地〜575番地1、581番地〜583番地1 584番地〜584番地1、603番地〜603番地1 604〜606番地、609番地2〜611番地1 627番地〜627番地1、628番地〜629番地2 632〜648番地、651〜653番地、656〜657番地 660番地、693番地〜693番地2、694番地〜694番地1・3 | さいたま市立芝川小学校   | さいたま市立第二東中学校 |
| 堀の内町一丁目 | 1〜490番地 | さいたま市立大宮東小学校 | さいたま市立大宮東中学校 |
| 堀の内町一丁目 | その他 | さいたま市立大宮東小学校 | さいたま市立第二東中学校 |
| 堀の内町二丁目 | 1〜318番地 | さいたま市立大宮東小学校 | さいたま市立大宮東中学校 |
| 堀の内町二丁目 | その他 | さいたま市立大宮東小学校 | さいたま市立第二東中学校 |
| 堀の内町三丁目 | 全域 | さいたま市立大宮東小学校 | さいたま市立大宮東中学校 |

## 交通
地区内に鉄道は敷設されていない。最寄り駅は大宮駅であるが、堀の内町三丁目205番2の地点よりおよそ1.7 kmの地点にある。

### 道路
- 埼玉県道2号さいたま春日部線
- 埼玉県道35号川口上尾線（産業道路）

## 施設
- さいたま市立大宮東小学校
- さいたま市立大宮東中学校
- 大宮第二公園
- 大宮第三公園
- 大宮開成中学校・高等学校
- 埼玉朝鮮初中級学校
- 創価学会大宮文化会館
- 大宮東公民館
- ファインモータースクール大宮（自動車学校）
- 世界基督教統一神霊協会大宮教会
- 白山神社
- 大宮稲荷神社
- 芝川公園
- 堀の内三丁目公園